# Fritz Vomfelde

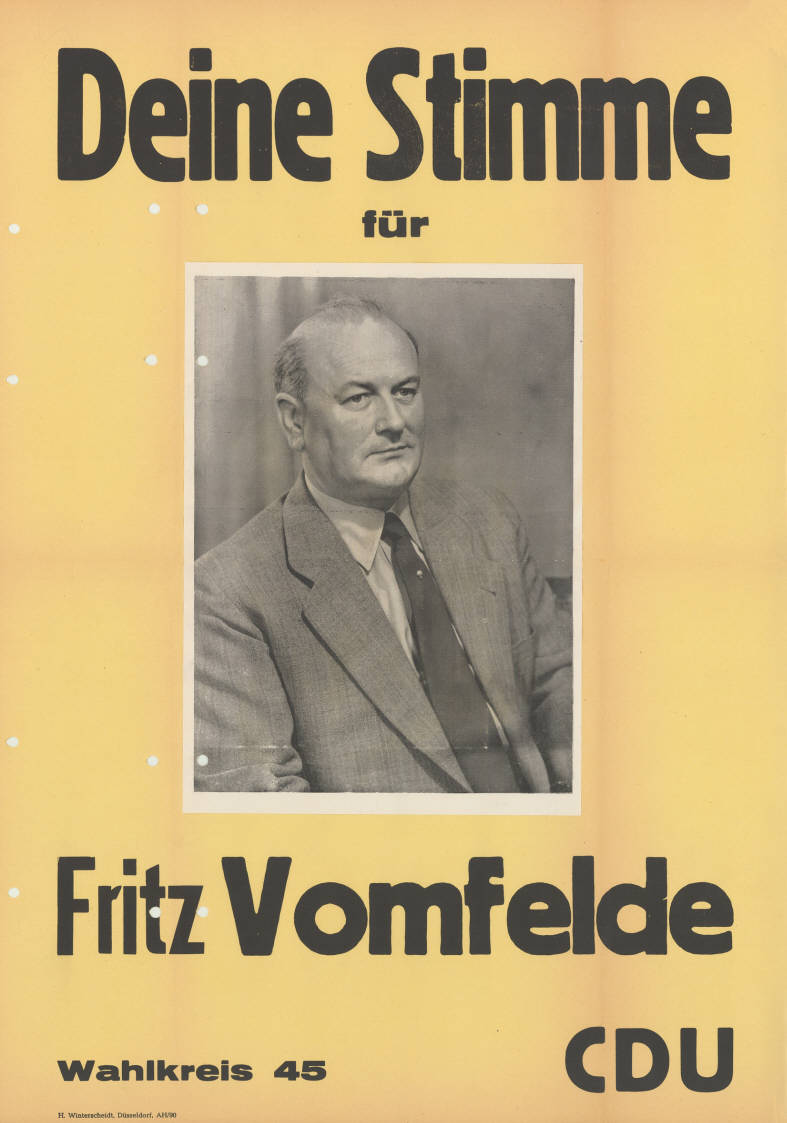
Fritz Vomfelde auf einem Landtagswahlplakat 1950

Fritz Vomfelde (* 6. April 1900 in Essen-Altenessen; † 17. November 1961 in Düsseldorf) war ein deutscher Politiker (CDU) und 1961 Oberbürgermeister der Stadt Düsseldorf.

## Ausbildung und Beruf
Fritz Vomfelde besuchte die Volksschule und das Realgymnasium, anschließend wurde er im Bankenbereich tätig. Er kam im Jahr 1936 nach Düsseldorf und war hier zunächst Vertreter der Bank Schliep & Co an der Börse.

## Politik
Von 1920 bis 1933 war er Mitglied der Deutschen Zentrumspartei und zuletzt deren Bezirksvorsitzender in Essen-Ost. Er fungierte als Vorsitzender des Jung-Windthorstbundes.
Fritz Vomfelde war ab 1945 Mitglied und Kreisschatzmeister der CDU, ab 1946 gehörte er bis zu seinem Tode dem Rat der Landeshauptstadt Düsseldorf an. Von 1953 bis 1956 war er Fraktionsvorsitzender der CDU im Rat. Von 1956 bis 1961 war er Mitglied der Landschaftsversammlung Rheinland und als stellvertretender Vorsitzender der Landschaftsversammlung tätig. 1956 wurde er zum Bürgermeister, am 28. März 1961 schließlich zum Oberbürgermeister der Stadt ernannt und blieb dies bis zu seinem Tode im November des Jahres.
Fritz Vomfelde war vom 5. Juli 1950 bis zu seinem Tode am 17. November 1961 direkt gewähltes Mitglied des 2., 3. und 4. Landtages von Nordrhein-Westfalen für den Wahlkreis 045 Düsseldorf-West beziehungsweise 045 Düsseldorf III.
Fritz Vomfelde ist auf dem Düsseldorfer Nordfriedhof begraben.

## Ehrungen
Nach ihm ist seit 1991 die Fritz-Vomfelde-Straße im Stadtteil Oberkassel benannt. Der ehemalige Fritz-Vomfelde-Platz, ebenfalls in Oberkassel, wurde 1991 in Feldmühleplatz umbenannt. Vomfelde war seit 1956 Ehrenmitglied der katholischen Studentenverbindung KDStV Burgundia (Leipzig) Düsseldorf im CV.